# Восходящая аорта
Восходя́щая ао́рта (лат. aorta ascendens) — является продолжением артериального конуса левого желудочка, начинаясь от устья аорты. Начинается на уровне нижнего края III ребра, левой половины грудной клетки, она направляется вверх, немного вправо и вперед и доходит до уровня хряща II ребра справа, где переходит в дугу аорты. Длина восходящей части аорты около 5 см.
Начальная часть восходящей аорты расширена и носит название луковица аорты (лат. bulbus aortae). В стенках луковицы имеется 3 выпячивания (dextra, sinistra, anterior) — пазухи аорты (лат. sinus aortae), соответствующих полулунным клапанам.

## Ветви
От правой пазухи берёт начало правая коронарная артерия, от левой — левая коронарная артерия.

## Заболевания
- Расслоение аорты
- Пороки развития